# Vale Base Metals
A Vale Base Metals (VBM) é uma subsidiária da mineradora Vale, voltada para a a produção de minerais não ferrosos, incluindo as operações de níquel e cobre.
A empresa é a maior produtora integrada de níquel da América do Norte e entre as maiores empresas de cobre do mundo, além de atuar na geração de energia.

## Histórico
Com o aumento da demanda por metais como níquel e o cobre para a produção de baterias no desenvolvimento de produtos para a transição energética, a Vale reorganizou os ativos neste segmento e transferiu para uma nova subsidiária, a Vale Base Metals Limited, criada em 2023. A nova empresa busca fornecer minerais críticos essenciais para descarbonização e eletrificação.
A empresa tem como subsidiárias a Vale Canada Limited, que possui minas e plantas de processamento no Canadá e na Indonésia, e controla e opera instalações de refino de níquel no Reino Unido e no Japão e a Salobo Metais S.A..
Em julho de 2023, a Vale transferiu a maior parte de sua participação na Aliança Norte Energia (51%). que possui 9% participação na Norte Energia (empresa que opera a Usina Hidrelétrica de Belo Monte), para Salobo Metais S.A. (25,35%) e Mineração Onça Puma S.A. (24,65%), que pertencem à Vale Base Metals. Com isso, as duas empresas passam a ter o direito de adquirir o total de 9% da energia elétrica gerada pela usina de Belo Monte.
Em maio de 2024, a Vale vendeu 10% da Vale Base Metals para a Manara Minerals (joint venture entre a Ma’aden e o Fundo de Investimento Público da Arábia Saudita) por US$ 2,5 bilhões.

## Estrutura
Vale S.A.
- Vale Holdings B.V (100%)
  - Vale International (100%)
    - Vale Base Metals (100%)
      - Vale Canada Limited (100%)
        - PT Vale Indonesia (59,27%)

      - Salobo Metais S.A. (100%)
        - Mineração Onça Puma S.A. (100,00%)
        - Aliança Norte Energia (51,00%)

## Operações

### Níquel
As principais operações de níquel da Vale são conduzidas por meio da Vale Canada Limited, que possui minas e plantas de processamento no Canadá e na Indonésia, e controla e opera instalações de refino de níquel no Reino Unido e no Japão.

#### Canadá

##### Sudbury (Ontário)
Em operação desde 1885. O níquel refinado é produzido pela Refinaria Copper Cliff e enviado para a refinaria Port Colborne. Um produto intermediário de óxido de níquel  é enviado para a refinaria de níquel em Clydach, no Reino Unido, para produzir níquel refinado. As plantas ficam localizadas ao longo da rodovia Trans-Canadá e das duas principais ferrovias que atravessam a área de Sudbury. Os produtos refinados são entregues a clientes dos Estados Unidos por caminhão e trem. Para clientes de outros países, os produtos são colocados em contêineres e embarcados por via rodoviária e ferroviária através de portos canadenses (Quebec, Trois Rivieres).

##### Thompson
Em operação desde 1961. O concentrado de níquel é enviado por caminhão ou trem para ser processado nas operações integradas de Sudbury, para Winnipeg (Manitoba) ou embarcado no porto de Trois-Rivieres, (Quebec) para ser processado na Refinaria de Long-Harbor.

##### Voisey’s Bay e Long Harbour

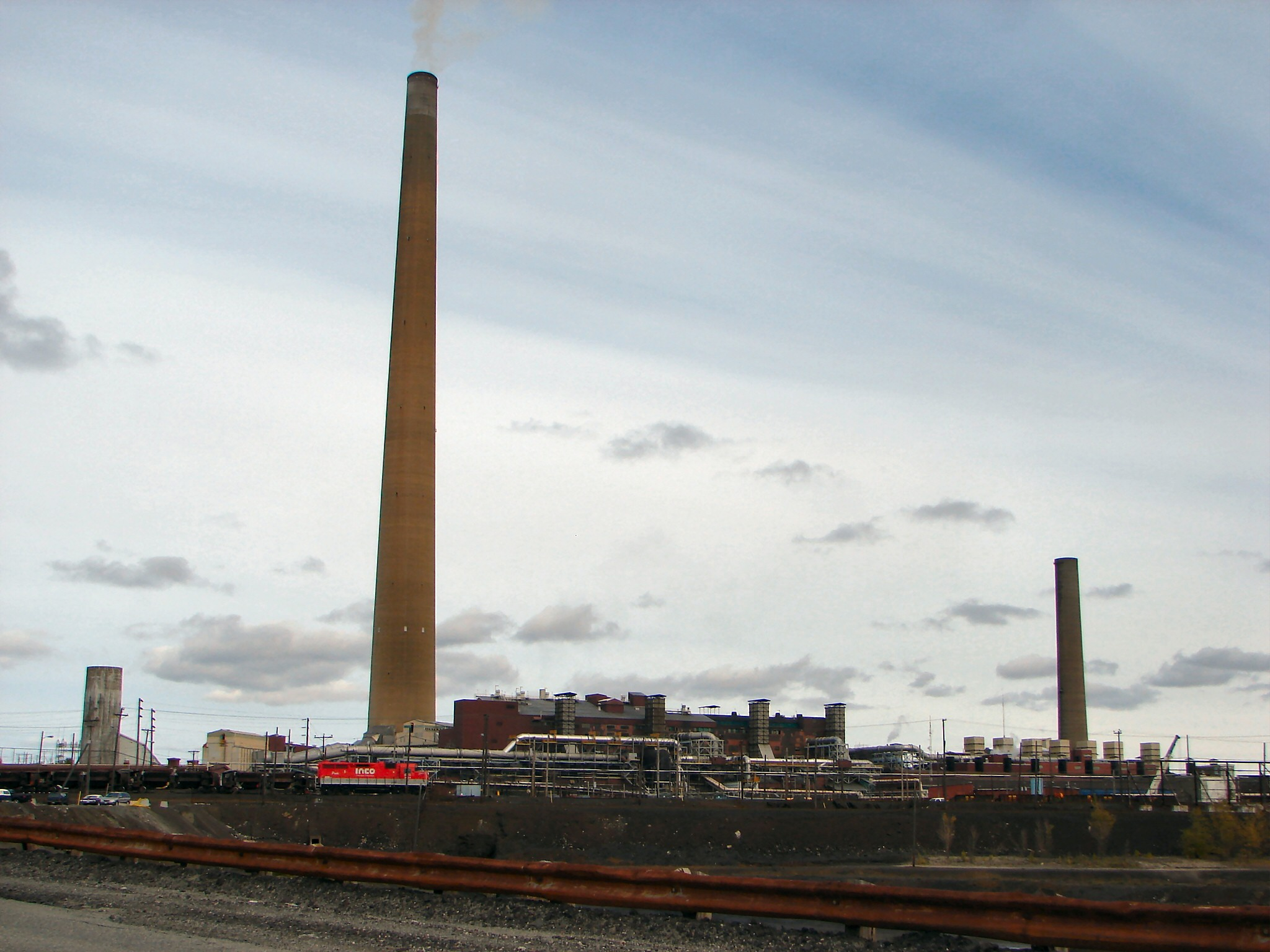
Inco Superstack.

O concentrado de níquel de Voisey’s Bay (Labrador) são transportados para o porto por caminhões a fim de ser refinado em Long Harbour (Newfoundland) para a produção de pelotas de níquel refinado, bem como produtos associados de cobre e cobalto. O concentrado de níquel de Thompson é enviado para Long Harbour por trem e navio.

#### Indonésia
A Vale Canada Limited detém 43,79% da PT Vale Indonesia Tbk (PTVI). Atua em Sorowako (Província de Sulawesi do Sul), na província de Bahodopi Sulawesi Central e província Sulawesi do sudeste de Pomalaa.
A PTVI extrai minério de níquel laterítico e produz mate de níquel, que é transportado de caminhão por aproximadamente 55 km até o porto fluvial em Malili e depois carregado em barcaças. O mate de níquel é enviado principalmente para a Refinaria de Níquel de Matsusaka, no Japão.

#### Brasil
No Brasil, desde 2010 a Vale tem operações de níquel em Onça Puma, localizada no Pará. A Mineração Onça Puma S.A é controlada pela Salobo Metais S.A..
A mina é composta por dois poços principais a céu aberto (Onça e Puma), depósitos satélites (Puma W, Guepardo e Mundial), além de uma operação de lavra e fundição que produz ferroníquel para aplicação na indústria de aço inoxidável.
O ferroníquel é transportado via caminhão até o terminal marítimo de Vila do Conde, no Pará e exportado em contêineres oceânicos.

### Cobre

#### Canadá
A Vale Canada Limited produz concentrados de cobre e cátodos de cobre, associados às suas operações de mineração de níquel em Sudbury (Ontário), Voisey’s Bay (Labrador) e Thompson (Manitoba).
O concentrado de cobre é vendido diretamente ao mercado e enviado a granel pelos portos canadenses de Quebec, Trois Rivières e Voisey’s Bay. 

#### Brasil
No Brasil, a Vale Base Metals produz concentrados de cobre por meio da Salobo Metais S.A. nas minas de Sossego e Salobo, em Carajás, no Pará. 
A companhia opera cobre no projeto Sossego desde 2004, tendo quatro principais minas a céu aberto (Sossego, Sequerinho, Pista e Mata II) e uma planta de processamento para concentrar o minério e depósitos satélites (projetos 118, Cristalino, Bacaba, Barão Norte e Visconde). O projeto Salobo está em operação desde 2012, em operações integradas de lavra a céu aberto e moagem.
O concentrado de cobre é transportado por caminhão até um terminal de armazenamento em Parauapebas; em seguida, é transportado pela ferrovia Carajás até o porto do Itaqui, onde tem um terminal de armazenamento arrendado, em São Luís, estado do Maranhão.

### Cobalto
O cobalto é extraído pela Vale Canada como subproduto das operações da Companhia em Sudbury, sendo processado nas instalações de refino em Port Colborne, Ontário. A Vale também produz cobalto refinado em suas instalações de Long Harbour em Newfoundland e Labrador. 

### Portos e energia
A Vale Newfoundland & Labrador Limited opera o porto de Voisey's Bay (Labrador) para embarque de concentrados de níquel e cobre e reabastecimento e o porto de Long Harbour para receber concentrado de níquel de Voisey's Bay e  bens e materiais necessários para a operação de refino.
A PTVI possui dois portos na Indonésia (Balantang e Tanjung Mangkasa) para as atividades de mineração de níquel.
A Vale Canadá era proprietária de cinco  Pequenas Centrais Hidrelétricas (PCHs): High Falls I e II, Big Eddy, Wabageshik e Nairn, com capacidade nominal instalada de 55 MW.
A PTVI possui três usinas hidrelétricas situadas no rio Larona: a usina de Larona (165 MW); a usina de Balambano (110 MW) e a usina Karebbe (90 MW).